# Chandra Bahadur Dangi
Chandra Bahadur Dangi (Dang, 30 de novembro de 1939 — Pago Pago, 4 de setembro de 2015) foi um homem nepalês que detém o título do mais baixo de todos os tempos, com 54,6 cm de altura.
Provavelmente um portador de nanismo primordial, Dangi era o sétimo de uma família de seis irmãos e duas irmãs. Ele vivia em uma aldeia isolada no distrito de Dang, situada a cerca de 540 km ao sudoeste da capital nepalesa Kathmandu. A aldeia tem cerca de 200 casas, alguns painéis solares para gerar eletricidade e não tem televisão. Três dos seus cinco irmãos tem menos de 1,20 m de altura, porém suas duas irmãs e dois irmãos têm uma estatura mediana. Apesar de sua idade, Dangi garantia nunca ter tomado nenhum medicamento ou ter sido examinado por um médico.
Chandra viajou para Kathmandu para poder ter sua altura medida pelos juízes do Guinness World Records, sendo a primeira vez que ele visitou a cidade. Em 26 de fevereiro de 2012, sua altura foi confirmada e ele desbancou Junrey Balawing como o homem mais baixo vivo e Gul Mohammed como o homem mais baixo de todos os tempos. Entretanto, pelo fato de ter nascido antes de Mohammed, este nunca foi verdadeiramente o homem mais baixo do mundo, tendo Chandra tido o recorde informalmente desde que completou seus 18 anos, mas que só viria a ser ratificado aos 72 anos.